# Sicherungstruppen
Die Sicherungstruppen des deutschen Heeres waren während des Zweiten Weltkriegs verantwortlich für die Sicherung des rückwärtigen Heeresgebietes. Angehörige der Sicherungstruppen waren häufig in schwere Kriegsverbrechen im Rahmen der Partisanenbekämpfung und des Holocaust verwickelt.

## Geschichte
Die Sicherungstruppen wurden erstmals Anfang 1941 vor dem deutschen Angriff auf die Sowjetunion als Infanterie-Divisionen aufgestellt. Die Einheiten wurden zum Teil durch Umbenennung der bestehenden Divisionen der dritten Welle (inoffiziell als „Landwehr-Divisionen" bezeichnet)“ aufgebaut. Ihre Aufgabe war die Sicherung des rückwärtigen Heeresgebietes und unterstanden dem Befehlshaber des Rückwärtigen Heeresgebietes. Anfang/Mitte 1942 wurden die Landesschützen-Bataillone den Sicherungstruppen zugeordnet, in Sicherungs-Bataillone umbenannt und später meist in Sicherungs-Divisionen eingegliedert.
Sicherungstruppen setzten sich als Großverband zusammen aus:
- Divisionen
- Brigaden

## Zusammensetzung der Truppen
Die Sicherungstruppen setzten sich meist zusammen aus:
- Soldaten von Landesschützen-Bataillonen, die aus Männern bestanden, die älter als 35 Jahre waren und nur eine Kurzausbildung durchlaufen hatten (weiße Jahrgänge)
- Angehörigen von Ersatztruppenteilen der Frontregimenter
- Angehörigen der Geheimen Feldpolizei
- Angehörigen von Polizeiregimentern der Ordnungspolizei
- aus Hilfswilligen, meist sowjetische Kriegsgefangene, die Angehörige ethnischer Minderheiten waren wie Georgiern, Ukrainern, Tataren und Aserbaidschaner.
- Angehörigen der Schutzmannschaften

## Sicherungs-Divisionen des Heeres
Es bestanden folgende Sicherungs-Divisionen der Heeres:
- 52. Sicherungs-Division
- 201. Sicherungs-Division
- 203. Sicherungs-Division
- 207. Sicherungs-Division
- 213. Sicherungs-Division
- 221. Sicherungs-Division
- 281. Sicherungs-Division
- 285. Sicherungs-Division
- 286. Sicherungs-Division
- 325. Sicherungs-Division
- 390. Sicherungs-Division
- 391. Sicherungs-Division
- 403. Sicherungs-Division
- 444. Sicherungs-Division
- 454. Sicherungs-Division

Diese Sicherungs-Divisionen des Heeres sind nicht zu verwechseln mit denen der Kriegsmarine. Die Sicherungsverbände der Kriegsmarine setzten sich aus Minenräum-, Vorposten- und ähnlichen Flottillen zusammen.

## Sicherungs-Brigaden des Heeres
Es bestanden folgende Sicherungs-Brigaden:
- Sicherungs-Brigade 74
- Sicherungs-Brigade 201
- Sicherungs-Brigade 202
- Sicherungs-Brigade 203
- Sicherungs-Brigade 204